# Bernd Konrad

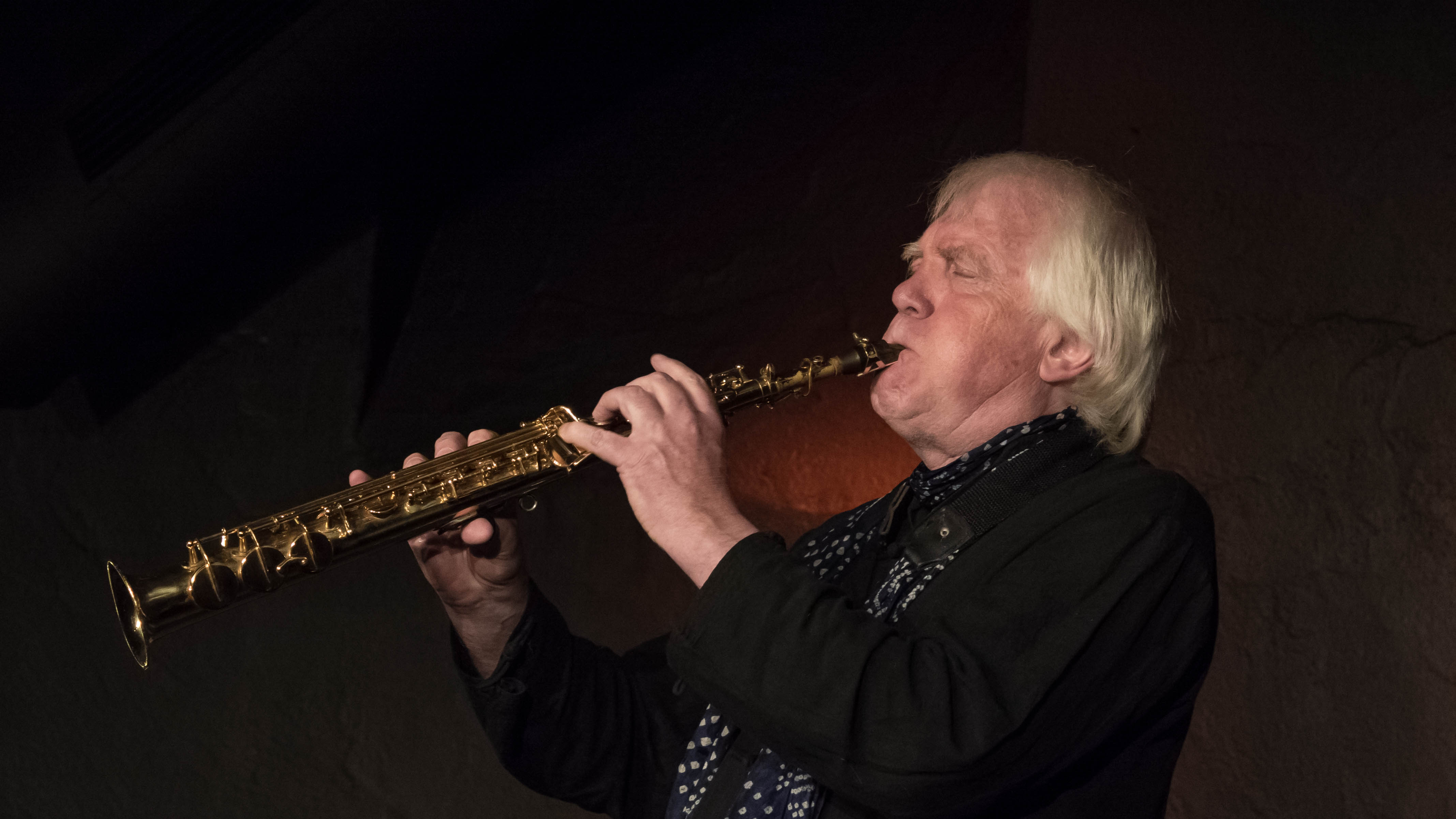
Bernd Konrad (2014)

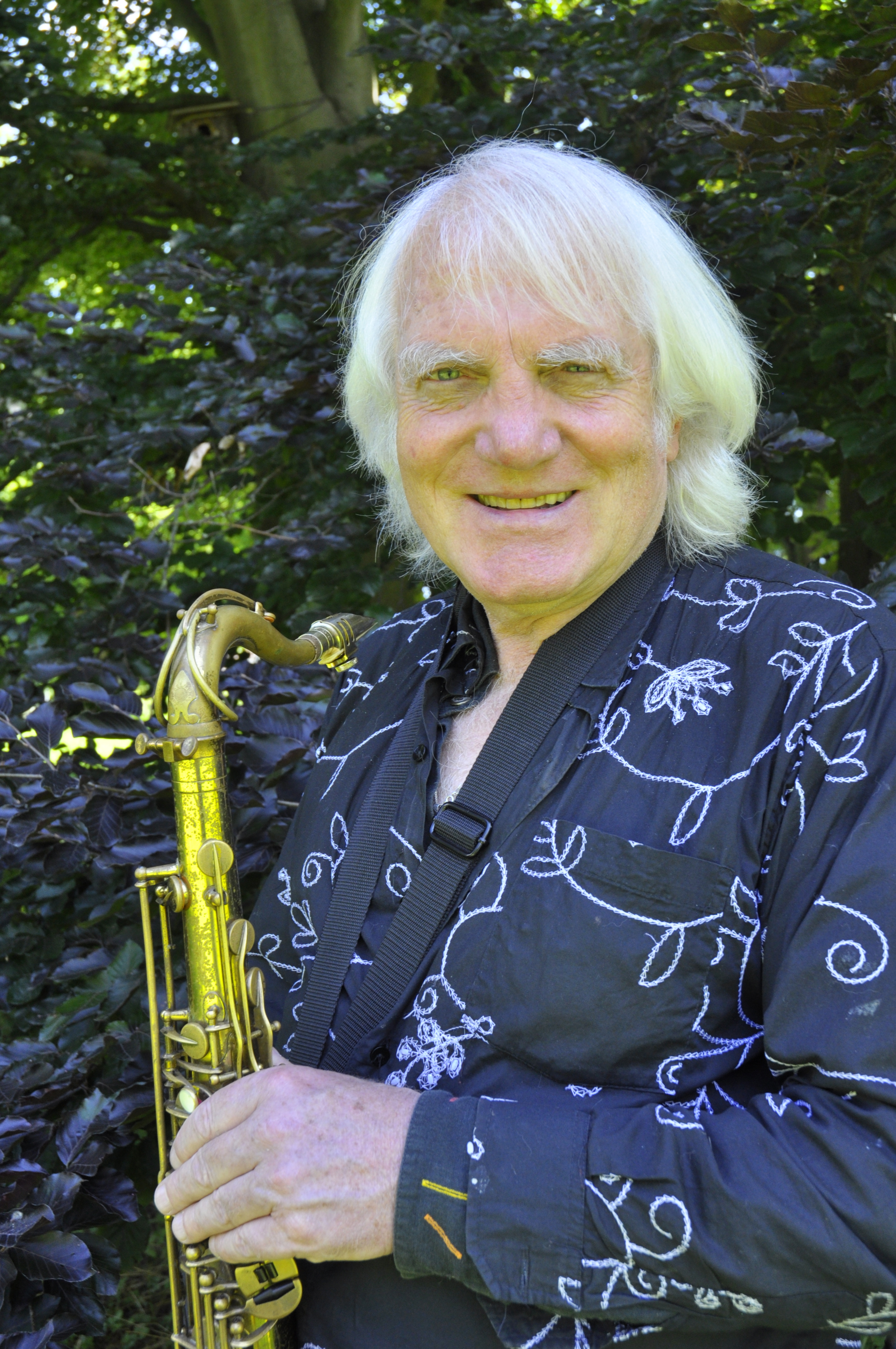
Bernd Konrad (2012)

Bernd Konrad (* 20. Juli 1947 in Dammfleth) ist ein deutscher Jazz-Musiker (Baritonsaxophon, Sopransaxophon, Klarinette), Hochschullehrer und Komponist.  

## Leben und Wirken
Nach dem Studium von Klarinette, elektronischer Musik (bei Erhard Karkoschka) und Komposition an der Hochschule für Musik Stuttgart war Bernd Konrad einerseits als Komponist für Funk und Fernsehen tätig, spielte andererseits mit Herbert Joos, Hans Koller und Adelhard Roidinger, gelegentlich auch mit Warne Marsh und Lee Konitz, später dann mit Benny Golson, Hannes Zerbe oder der Sam Rivers Big Band. Mit Perry Robinson, Theo Jörgensmann, Hans Kumpf, Michel Pilz und den Rhythmikern Günter Lenz und Peter Giger bildete er 1975 bis 1977 den Clarinet Contrast. Später trat er insbesondere mit dem SüdPool-Projekt auf, dem Herbert Joos, Paul Schwarz und Michael Kersting angehörten, aber zeitweise auch Lauren Newton, Karl Berger, Sebastian Studnitzky, Günter „Baby“ Sommer.

### Kompositionen
1983 schrieb er für Erwin Lehn und sein Südfunk-Orchester die Third-Stream-Komposition „The Whale“; im gleichen Jahr entstand in Zusammenarbeit mit dem Komponisten Klaus Hinrich Stahmer für das Staatstheater Oldenburg die Ballettmusik „Die Nashörner“ (nach Ionesco); 1986 wurde seine Komposition „Marilyn“ mit der Sängerin Lauren Newton dem Bodensee Symphonie-Orchester und seinem eigenen Jazz-Ensemble uraufgeführt. 1995 schrieb er unter dem Titel „Strange Fruit“ eine sich auf Billie Holiday beziehende Komposition über Lynchjustiz. 2004 folgte sein „Stepping Stone – I Have a Dream“ für großes Orchester, Big Band und Solisten, insbesondere die Sängerin Greetje Bijma.

### Landesjazzorchester
1981 gründete Bernd Konrad zusammen mit Jiggs Whigham das Jugendjazzorchester Baden-Württemberg, welches er bis Mitte 2013 leitete. „Lajazzo“, so der offizielle Titel des Jugendjazzorchesters Baden-Württemberg, ist ein Auswahlorchester des Landes Baden-Württemberg im Bigbandformat. Nachwuchsmusiker aus Baden-Württemberg können ihre musikalischen Fähigkeiten dort einbringen und verbessern, Kontakte knüpfen, ihren musikalischen Horizont erweitern und die eine oder andere Entscheidungshilfe für eine berufliche Zukunft bekommen.

### Hochschullehrer
Ab 1986 hatte Bernd Konrad an der Stuttgarter Musikhochschule die neu eingerichtete Professur für Popularmusik und Jazz inne. Konrad war dort bis 2012 tätig. Ab 1997 leitete er als Nachfolger von Erwin Lehn auch die dortige Big Band, die er 1974 im Rahmen einer studentischen Initiative selbst mitgegründet hatte.
Abgesehen von den Saxophonisten entstammten damals alle anderen Ensemblemitglieder dem „klassischen“ Genre der Hochschule. Unter Konrads Leitung erweiterte sich das Repertoire der Band um moderne Stücke. Pro Semester führte Konrad mit der Hochschul-Big-Band durchschnittlich zwei bis drei Konzerte durch.
Schüler von Konrad sind unter anderem Peter Lehel, Matthias Anton, Christoph Beck, Hansmartin Eberhardt, Noah Fischer, Peter Klohmann, Frank Kroll, Alexander Kuhn, Magnus Mehl, Ekkehard Rössle und Büdi Siebert.

### Ehrungen
Konrad erhielt 1981 den Jazzpreis des damaligen Südwestfunks und war 1983 für die Zeitschrift Jazz Podium der „Musiker des Jahres“. 2001 erhielt er das Bundesverdienstkreuz. 
Bewunderer seiner Werke ist übrigens auch Woody Allen, der in seinem Film Hannah und ihre Schwestern auf die Konrad-LP Traumtänzer hinweist. 
2018 wurde Bernd Konrad mit dem Jazzpreis Baden-Württemberg ausgezeichnet. Im Falle von Konrad war es ein Sonderpreis für sein Lebenswerk. Der Preis würdigt überragende, langjährige Verdienste um den Jazz, um dessen Entwicklung und Qualität, die weit über die Grenzen Baden-Württembergs hinaus wirken.

## Auswahldiskographie
- B. Konrad: Phonolith (ursprünglich als Traumtänzer; mit Hans Koller, Didier Lockwood, Christoph Spendel, Thomas Stabenow, Martin Bues, 1980)
- B. Konrad: Marilyn/The Whale (1983/1986)
- Südpool Project 1: Time Is a Tango (mit L. Newton, H. Joos, T. Stabenow, Thomas Heidepriem, Joe Koinzer, 1990)
- Südpool Project 2: Moondance Suite (mit K.Berger, H. Joos, P. Schwarz, T. Stabenow, T. Heidepriem, M. Kersting u. a., 1992)
- Südpool Project 3: Concepts (mit H. Joos, Thorsten Wollmann, P. Schwarz, Peter Bockius, G. Sommer u. a., 1994)
- Südpool Project 4: Time Is a Tango (mit H. Joos, P. Schwarz, G. Sommer, 1995)